# Bugny
Bugny é uma comuna francesa na região administrativa de Borgonha-Franco-Condado, no departamento de Doubs. Estende-se por uma área de 4,77 km². Em 2010 a comuna tinha 223 habitantes (densidade: 46,8 hab./km²).